# Peter Wessely
Peter Wessely (* 1959 in Wien) ist ein österreichischer Liedtexter. Wessely schreibt hauptsächlich Texte für Interpreten der Schlager- und Volksmusik.

## Biografie
Wessely war 20 Jahre lang als Werbetexter und Konzeptionist in internationalen Werbeagenturen tätig und gestaltete dort TV- und Rundfunkspots für namhafte Konzerne wie z. B. die Coca Cola Company, General Motors, Nestle, Unilever, Ford und Mercedes.
Seit dem Jahr 2000 ist Peter Wessely als Autor von Musiktexten tätig. Gemeinsam mit seiner Frau Gaby arbeitet er für zahlreiche Interpreten der Schlager-, Pop- und der volkstümlichen Musikszene. Bis heute hat Peter Wessely über 2.500 Texte verfasst, unter anderem für DJ Ötzi, die Kastelruther Spatzen, das Nockalm Quintett, die Klostertaler und Stefan Mross. Im Pop-Bereich stammt unter anderem der Text des Christina-Stürmer-Songs Liebt sie dich so wie ich aus der Feder von Peter und Gaby Wessely.
Bis heute wurden Lieder von Peter und Gaby Wessely 66-mal mit Gold, 19-mal mit Platin, dreimal mit Doppel-Platin und einmal mit Dreifach-Platin ausgezeichnet.

## Werke (Auswahl)
- Es ist noch wie beim ersten Mal, Amigos
- Dafür lebe ich, Amigos
- Mit den Augen einer Frau, Nockalm Quintett
- Gott vergibt die Sünden, Gottfried Würcher
- Frauensache, Marc Pircher
- Gloria, Nockalm Quintett & Umberto Tozzi
- Von der Zeit vergessen, Kastelruther Spatzen
- Weil du bist wie du bist, Stefan Mross
- Sehnsucht Maria, Monika Martin
- Was ist das geg´n die Ewigkeit? Marianne & Michael
- Oh du liebes Österreich, Klostertaler
- Ja, nein, vielleicht, Francine Jordi
- Love, Peace & Vollgas, DJ Ötzi
- Man lebt nur einmal, Florian Silbereisen
- Weil i a Schürzenjäger bin, Die Edlseer
- Die Jodelsprache, Oesch’s, die Dritten
- Ich liebe dich täglich mehr, Mara Kayser
- Irgendwo im Nirgendwo, Nockalm Quintett

## Internationale Erfolge und Auszeichnungen
- 2020: 1. Platz in den Album-Verkaufscharts / Deutschland: Die Amigos
- 2020: 1. Platz in den Album-Verkaufscharts / Österreich: Die Amigos
- 2020: 1. Platz in den Album-Verkaufscharts / Schweiz: Die Amigos
- 2019: 1. Platz in den Album-Verkaufscharts / Deutschland: Die Amigos
- 2019: 1. Platz in den Album-Verkaufscharts / Österreich: Nockis
- 2019: 1. Platz in den Album-Verkaufscharts / Schweiz: Die Amigos
- 2018: 1. Platz in den Album-Verkaufscharts / Deutschland: Die Amigos
- 2018: 1. Platz in den Album-Verkaufscharts / Schweiz: Die Amigos
- 2018: 1. Platz in den Album-Verkaufscharts / Österreich: Die Amigos, Die Jungen Zillertaler
- 2017: 1. Platz in den Album-Verkaufscharts / Österreich: Nockalm Quintett
- 2016: 1. Platz in den Album-Verkaufscharts / Österreich: Nockalm Quintett
- 2015: Siegertitel bei „Immer wieder Sonntags“: Sommerhit-König
- 2014: „Stadl-Stern“ – Siegertitel
- 2011: „Stadl-Stern“ – Siegertitel
- 2010: Ein Titel im österreichischen Vorentscheid zum Grand Prix der VM
- 2010: Zwei Titel im Schweizer Vorentscheid zum Grand Prix der VM
- 2009: Ein Titel im deutschen Vorentscheid zum Grand Prix der VM
- 2009: Ein Titel im Südtiroler Vorentscheid zum Grand Prix der VM
- 2008: 3. PLATZ + 5. PLATZ beim Finale des GP der Volksmusik, Zürich
- 2008: 1. PLATZ beim Südtiroler Vorentscheid zum Grand Prix der VM
- 2008: 1. PLATZ beim Schweizer Vorentscheid zum Grand Prix der VM
- 2008: Ein Titel im deutschen Vorentscheid zum Grand Prix der VM
- 2008: 3. Platz beim Finale des Alpen Grand Prix, Meran
- 2008: Siegertitel bei „Immer wieder Sonntags“: Sommerhit-König
- 2007: 3. Platz beim Finale des Alpen Grand Prix, Meran
- 2006: Ein Titel im österreichischen Vorentscheid zum Grand Prix der VM
- 2006: Ein Titel im Schweizer Vorentscheid zum Grand Prix der VM
- 2006: Ein Titel im Schweizer Vorentscheid zum Grand Prix der VM
- 2004: Ein Titel im Schweizer Vorentscheid zum Grand Prix der VM
- 2004: Ein Titel im deutschen Vorentscheid zum Grand Prix der VM
- 2004: 2. Platz beim Finale des Alpen Grand Prix, Meran
- 2002: Ein Titel im österreichischen Vorentscheid zum Grand Prix der VM
- 2000: 6. Platz beim Finale des Grand Prix der Volksmusik, Zürich
- 2000: 1. PLATZ beim Vorentscheid zum Grand Prix der Volksmusik, Österreich